# Mads Kikkenborg
Mads Juhl Kikkenborg (født 7. oktober 1999) er en dansk fodboldspiller, der spiller for RSC Anderlecht. Han har tidligere spillet for Lyngby Boldklub og Esbjerg fB.

## Klubkarriere

### Esbjerg fB
Kikkenborg skrev i november 2017 under på en ny kontrakt med Esbjerg fB. Kontrakten varede frem til sommeren 2020, og efter færdiggørelse af ungdomsuddannelse i sommeren 2018 agerede han som fuldtidsprofessionel. Den 4. august 2021 ophævede Kikkenborg sin kontrakt med Esbjerg fB efter den megen kritik der var af træneren Peter Hyballa.

### Lyngby Boldklub
I august 2021 skrev Kikkenborg under på en 3-årig kontrakt med Lyngby Boldklub.

### RSC Anderlecht
I januar 2024 blev Kikkeborg solgt til RSC Anderlecht i den bedste belgiske række, og blev kollega med Kasper Schmeichel.

## Landsholdskarriere
Kikkenborg fik sin debut i landsholdsregi under Dansk Boldspil-Union for U/19-landsholdet. Det skete under på en træningslejr i Cypern sammen med U/16- og U/17-landsholdet, hvor han den 16. januar 2018 var en del af startelleveren, inden han som resten af holdet blev udskiftet i pausen. To dage senere spillede han sin anden kamp på selvsamme træningslejr, da han spillede alle 90 minutter i en 7-1-sejr over Litauen.